# Кроуфорд, СП
СП Кроуфорд (англ. CP Crawford; 25 августа 1907, Джэксон — 23 ноября 2019, Лансинг) — американский долгожитель. После смерти Генри Тсенга 27 февраля 2019 года он стал старейшим живущим мужчиной США. Также на момент своей смерти он являлся вторым старейшим живущим верифицированным мужчиной земли (после Титэцу Ватанабэ).

## Биография
СП Кроуфорд родился 25 августа 1907 года. СП являлся младшим ребёнком в семье. Он никогда не знал лично свою мать, ибо она умерла ещё тогда, когда СП был младенцем. 
Примечательно, что СП — это его настоящее имя, а не инициалы. 
В возрасте около четырёх лет, СП начал работать на полях. Там он начал вспахивать хлопок, и ухаживать за кукурузными полями. В возрасте около 13 лет, он устроился на свою первую работу в кафе, где начал мыть посуду.
После работы на нефтеперерабатывающем заводе, Кроуфорд начал работать на центральной железной дороге штата Иллинойс.
СП Кроуфорд продолжал жить один, пока в 2011 году не переселился в дом престарелых.
Умер СП Кроуфорд 23 ноября 2019 года. По совпадению, он умер в тот же день, что и старейшая жительница США — Алелия Мерфи, которая была его старше на 2 года. На момент своей смерти, он оставался 16-м старейшим мужчиной США за всю историю.

## Личная жизнь
За всю свою жизнь, СП Кроуфорд был женат трижды. Не смотря на это, он никогда не имел собственных детей, хотя и имел 6 приёмных.

## Рекорды долголетия
- 27 февраля 2019 года после смерти Генри Тсенга стал старейшим живущим мужчиной США.
- 10 апреля 2019 года вошёл в топ-20 старейших верифицированных мужчин США за всю историю, обогнав Джо Томаса.
- 25 августа 2019 года стал 41-м верифицированным мужчиной в истории, отпраздновавшим 112-летие.